# The Darkness diskografi
The Darkness är en brittiskt rockgrupp som bildades 2000 i Lowestoft av sångaren och gitarristen Justin Hawkins, gitarristen Dan Hawkins, basisten Frankie Poullain och trummisen Ed Graham. Gruppen gav i juli 2003 ut sitt debutalbum Permission to Land, som toppade den brittiska albumlistan fyra veckor i följd och uppnått platinastatus fyra gånger i gruppens hemland. Från albumet gav man ut fyra singlar: "Get Your Hands off My Woman", "Growing on Me", "I Believe in a Thing Called Love" och "Love Is Only a Feeling". I december 2003 gav man också ut singeln "Christmas Time (Don't Let the Bells End)" som nådde en andraplats på den brittiska singellistan.
Under inspelningen av bandets andra studioalbum lämnade Poullain gruppen och ersattes av Richie Edwards. One Way Ticket to Hell ...and Back gavs ut i november 2005 och nådde plats 11 i Storbritannien där den sålt i över 100 000 exemplar. Tre singlar gavs ut från albumet: "One Way Ticket", "Is It Just Me?" och "Girlfriend". Året därpå, 2006, upplöstes bandet.
The Darkness återförenades 2011 med originaluppsättningen av bandet och gav 2012 ut sitt tredje studioalbum Hot Cakes. Inför inspelningen av det fjärde studioalbumet, Last of Our Kind, lämnade Graham gruppen och ersattes av Emily Dolan Davies, som i sin tur lämnade The Darkness kort innan albumet gavs ut och ersattes av Rufus Taylor.

## Album

### Studioalbum
| 2003                                                                               | Permission to Land - Släppt: 7 juli 2003 - Skivbolag: Atlantic Records - Format: CD, LP                                 | 1  | 17 | 43  | 21 | 17 | 62  | 2  | 16 | 30 | 13 | 5  | 59 | —  | 8  | 19 | 36  | 40 |
| 2005                                                                               | One Way Ticket to Hell ...and Back - Släppt: 28 november 2005 - Skivbolag: Atlantic Records - Format: CD, LP            | 11 | 25 | 83  | —  | 31 | 132 | 20 | 27 | 85 | 29 | 25 | 48 | 76 | 22 | 32 | 58  | 44 |
| 2012                                                                               | Hot Cakes - Släppt: 20 augusti 2012 - Skivbolag: PIAS Recordings, Wind-Up Records - Format: CD, LP, digital nedladdning | 4  | 15 | 124 | —  | 46 | 107 | 14 | 15 | 94 | —  | —  | 20 | 35 | 30 | 16 | 43  | 24 |
| 2015                                                                               | Last of Our Kind - Släppt: 1 juni 2015 - Skivbolag: Canary Dwarf Records - Format: CD, LP, digital nedladdning          | 12 | 23 | 145 | —  | 41 | 151 | 49 | 36 | —  | —  | —  | 43 | —  | —  | 56 | 125 | 53 |
| 2017                                                                               | Pinewood Smile - Släppt: 6 oktober 2017 - Skivbolag: Cooking Vinyl - Format: CD, LP, digital nedladdning                | 8  | 17 | —   | —  | —  | —   | —  | —  | —  | —  | —  | 90 | —  | —  | —  | 190 | —  |
| 2019                                                                               | Easter Is Cancelled - Släppt: 4 oktober 2019 - Skivbolag: Cooking Vinyl - Format: CD, LP, digital nedladdning           | 10 | 22 | —   | —  | —  | —   | 31 | —  | —  | —  | —  | 79 | —  | —  | 60 | —   | —  |
| "—" denoterar album som gavs ut, men som inte hamnade på den specifika topplistan. | |    |    |     |    |    |     |    |    |    |    |    |    |    |    |    |     |    |

### Samlingsalbum
| År   | Titel                                                                                 |
| ---- | ------------------------------------------------------------------------------------- |
| 2008 | The Platinum Collection - Releasedatum: 1 april 2008 - Skivbolag: Rhino Entertainment |

### Livealbum
| År   | Titel                                                                              |
| ---- | ---------------------------------------------------------------------------------- |
| 2018 | Live at Hammersmith - Releasedatum: 15 juni 2018 - Skivbolag: Canary Dwarf Records |

## EP
| År   | Titel | Topplaceringar i länder |
| År   | Titel | UK                      |
| ---- | --- | ----------------------- |
| 2002 | I Believe in a Thing Called Love - Releasedatum: 12 augusti 2002 - Skivbolag: Must Destroy - Producenter: Pedro Ferreira | 180                     |

## Singelskivor

### Singlar
| 2003                                                               | "Get Your Hands off My Woman"              | 43 | —  | —  | —  | —  | —  | —  | —  | —  | —  | —  | —  | Permission to Land                 |
| 2003                                                               | "Growing on Me"                            | 11 | 46 | —  | —  | 42 | —  | —  | —  | —  | —  | —  | —  | Permission to Land                 |
| 2003                                                               | "I Believe in a Thing Called Love"         | 2  | 40 | —  | —  | 5  | —  | 15 | 14 | 10 | 8  | 47 | —  | Permission to Land                 |
| 2003                                                               | "Christmas Time (Don't Let the Bells End)" | 2  | —  | 9  | —  | 2  | —  | 10 | 20 | —  | —  | —  | —  | Inget album                        |
| 2004                                                               | "Love Is Only a Feeling"                   | 5  | 35 | —  | —  | 10 | —  | —  | —  | 22 | 55 | 95 | —  | Permission to Land                 |
| 2005                                                               | "One Way Ticket"                           | 8  | 36 | 20 | 14 | 22 | 17 | —  | 19 | 15 | 31 | 75 | 62 | One Way Ticket to Hell ...and Back |
| 2006                                                               | "Is It Just Me?"                           | 8  | 39 | —  | —  | 36 | —  | —  | —  | —  | —  | —  | —  | One Way Ticket to Hell ...and Back |
| 2006                                                               | "Girlfriend"                               | 39 | —  | —  | —  | 40 | —  | —  | —  | —  | —  | —  | —  | One Way Ticket to Hell ...and Back |
| 2012                                                               | "Everybody Have a Good Time"               | —  | —  | —  | —  | —  | —  | —  | —  | —  | —  | —  | —  | Hot Cakes                          |
| 2013                                                               | "The Horn"                                 | —  | —  | —  | —  | —  | —  | —  | —  | —  | —  | —  | —  | Inget album                        |
| 2015                                                               | "Barbarian"                                | —  | —  | —  | —  | —  | —  | —  | —  | —  | —  | —  | —  | Last of Our Kind                   |
| 2015                                                               | "Open Fire"                                | —  | —  | —  | —  | —  | —  | —  | —  | —  | —  | —  | —  | Last of Our Kind                   |
| 2015                                                               | "Million Dollar Strong"                    | —  | —  | —  | —  | —  | —  | —  | —  | —  | —  | —  | —  | Last of Our Kind                   |
| 2019                                                               | "Rock and Roll Deserves to Die"            | —  | —  | —  | —  | —  | —  | —  | —  | —  | —  | —  | —  | Easter Is Cancelled                |
| 2019                                                               | "Heart Explodes"                           | —  | —  | —  | —  | —  | —  | —  | —  | —  | —  | —  | —  | Easter Is Cancelled                |
| 2019                                                               | "Easter Is Cancelled"                      | —  | —  | —  | —  | —  | —  | —  | —  | —  | —  | —  | —  | Easter Is Cancelled                |
| "—" denoterar singel som inte hamnade på den specifika topplistan. |                                            |    |    |    |    |    |    |    |    |    |    |    |    |                                    |

### Promosinglar
| År   | Titel                                  |
| ---- | -------------------------------------- |
| 2003 | "Friday Night"                         |
| 2003 | "Get Your Hands off My Woman... Again" |
| 2012 | "Nothin's Gonna Stop Us"               |
| 2012 | "Every Inch of You"                    |
| 2013 | "Keep Me Hangin' On"                   |
| 2015 | "Last of Our Kind"                     |
| 2015 | "I Am Santa"                           |
| 2017 | "All the Pretty Girls"                 |
| 2017 | "Solid Gold"                           |
| 2017 | "Happiness"                            |

## Musikvideor
| År   | Titel                                      | Regissör                                         |
| ---- | ------------------------------------------ | ------------------------------------------------ |
| 2002 | "I Believe in a Thing Called Love"         | Alex Smith                                       |
| 2003 | "Get Your Hands off My Woman"              | John Sadleir                                     |
| 2003 | "Growing on Me"                            | Alex Smith                                       |
| 2003 | "I Believe in a Thing Called Love"         | Alex Smith                                       |
| 2003 | "Christmas Time (Don't Let the Bells End)" | Alex Smith                                       |
| 2004 | "Love Is Only a Feeling"                   | Alex Smith                                       |
| 2004 | "Friday Night"                             | Alex Smith                                       |
| 2005 | "One Way Ticket"                           | Tim Pope                                         |
| 2006 | "Is It Just Me?"                           | Tim Pope                                         |
| 2006 | "Girlfriend"                               | Tim Pope                                         |
| 2012 | "Nothing's Gonna Stop Us"                  | Ted Passon                                       |
| 2012 | "Every Inch of You"                        | i.u.                                             |
| 2012 | "Everybody Have a Good Time"               | Warren Fu                                        |
| 2013 | "With a Woman"                             | Warren Fu                                        |
| 2015 | "Barbarian"                                | i.u.                                             |
| 2015 | "Open Fire"                                | Simon Emmett                                     |
| 2015 | "Last of Our Kind"                         | Simon Emmett                                     |
| 2015 | "I Am Santa"                               | Simon Emmett                                     |
| 2017 | "All the Pretty Girls"                     | Harry Bower                                      |
| 2017 | "Solid Gold"                               | i.u.                                             |
| 2017 | "Southern Trains"                          | i.u.                                             |
| 2017 | "Happiness"                                | Daniel Del Purgatorio                            |
| 2019 | "Rock and Roll Deserves to Die"            | Sitcom Soldiers                                  |
| 2019 | "Heart Explodes"                           | Dean Eastment                                    |
| 2019 | "Heart Explodes"                           | Jenny May Finn                                   |
| 2019 | "How Can I Lose Your Love"                 | Sydney Levy                                      |
| 2020 | "In Another Life"                          | Kristy May Currie, Mark Robinson, Skippy Clifton |